# ذي ماجد (ذمار)

تعديل مصدري - تعديل

ذي ماجد هي إحدى قرى عزلة منقذة بمديرية مدينة ذمار التابعة لمحافظة ذمار، بلغ تعداد سكانها 1,039 نسمة حسب تعداد اليمن لعام 2004.